# Манне Сігбан
Карл Ма́нні Гео́рг Сі́гбан (швед. Karl Manne Georg Siegbahn; 3 грудня 1886, Еребру, Швеція — 26 вересня 1978, Стокгольм, Швеція) — шведський фізик, лауреат Нобелівської премії з фізики за 1924 рік «за відкриття і дослідження в області рентгенівської спектроскопії».

## Біографія
Манні Сігбан народився в сім'ї станційного наглядача шведської залізниці Нільса Рейнхольда Георга Сігбана та його дружини Емми Софії Матільди (при народженні Цеттенберг). У 1906 році вступив до університету Лунда, який він закінчив у 1911, захистивши докторську дисертацію за темою «Вимірювання магнітного поля». З 1907 по 1911 рік працював асистентом професора Йоганна Рідберга.
Після захисту дисертації Сігбан став доцентом, а в 1915 році — професором. Після смерті Рідберга в 1919 році Сігбан обійняв посаду завідувача кафедри.
У 1923 році перейшов в Упсальський університет і в 1937 році став професором-дослідником Королівської Шведської Академії Наук. З 1938 по 1947 роки. Сігбан — президент міжнародного союзу чистої та прикладної фізики (IUPAP).
У 1914 році Сігбан одружився з Катрін Хьогб. Він є батьком двох синів: Бу (1915), який зробив кар'єру дипломата і Кая (1918), що став фізиком і отримав у 1981 році Нобелівську премію.

## Досягнення
З 1908 по 1912 рік Сігбан працював над проблемами в галузі електрики і магнетизму. Потім його інтерес перемістився в область рентгенівської спектроскопії. Він запропонував покращення в схемі й методиці експерименту, які призвели до помітного збільшення точності вимірювань і дозволили (спільно з квантовою механікою, що стрімко тоді розвивалася) отримати повне розуміння оболонкової структури електронної оболонки атома. У 1923 році Сігбан випустив монографію «Спектроскопія рентгенівського випромінювання», в якій були зібрані всі результати його роботи і яка стала класичним прикладом наукової літератури.
У 1924 році Сігбан був удостоєний Нобелівської премії з фізики.
Після переходу до академії наук Сігбан зайнявся ядерною фізикою й ініціював побудову циклотрона для прискорення дейтронів, генератора високої напруги, багатьох бета-спектрометрів і одного електронного мікроскопа.
За допомогою цього устаткування його інститут посів одне з провідних місць у дослідженні атомного ядра і процесів радіоактивного випромінювання.

## Нагороди
- Нобелівська премія з фізики, 1924
- Медаль Г'юза, Лондонське королівське товариство, 1934
- Медаль Румфорда, Лондонське королівське товариство, 1940
- Медаль Дуделя, Фізичне товариство Лондона, 1948